# Liste der Biografien/Dell
Liste der Biografien |
Portal Biografien |
Personensuche
# |
A |
B |
C |
D |
E |
F |
G |
H |
I |
J |
K |
L |
M |
N |
O |
P |
Q |
R |
S |
T |
U |
V |
W |
X |
Y |
Z |
?
 
Da |
Db |
Dc |
Dd |
De |
Dg |
Dh |
Di |
Dj |
Dk |
Dl |
Dm |
Dn |
Do |
Dq |
Dr |
Ds |
Du |
Dv |
Dw |
Dy |
Dz
 
De A |
De B |
De C |
De D |
De E |
De F |
De G |
De H |
De J |
De K |
De L |
De M |
De N |
De P |
De Q |
De R |
De S |
De T |
De V |
De W |
De Y |
De Z 

Dea |
Deb |
Dec |
Ded |
Dee |
Def |
Deg |
Deh |
Dei |
Dej |
Dek |
Del |
Dem |
Den |
Deo |
Dep |
Deq |
Der |
Des |
Det |
Deu |
Dev |
Dew |
Dex |
Dey |
Dez
 
Dela |
Delb |
Delc |
Deld |
Dele |
Delf |
Delg |
Delh |
Deli |
Delj |
Delk |
Dell |
Delm |
Deln |
Delo |
Delp |
Delr |
Dels |
Delt |
Delu |
Delv |
Delw |
Dely |
Delz
Die Liste der Biografien führt alle Personen auf, die in der deutschsprachigen Wikipedia einen Artikel haben. Dieses ist eine Teilliste mit 270 Einträgen von Personen, deren Namen mit den Buchstaben „Dell“ beginnt.

## Dell
- Dell, Aaron (* 1989), kanadischer Eishockeytorwart
- Dell, Adolf (1890–1977), deutscher Schauspieler, Hörspielsprecher, Maler und Fußballspieler
- Dell, Anne (* 1950), australische Chemikerin
- Dell, Christian (1893–1974), deutscher Silberschmied, Industriedesigner und Lehrer
- Dell, Christopher (* 1965), deutscher Jazz-Musiker, Komponist und ImprovisationstheoretikerChristopher Dell (* 1965)

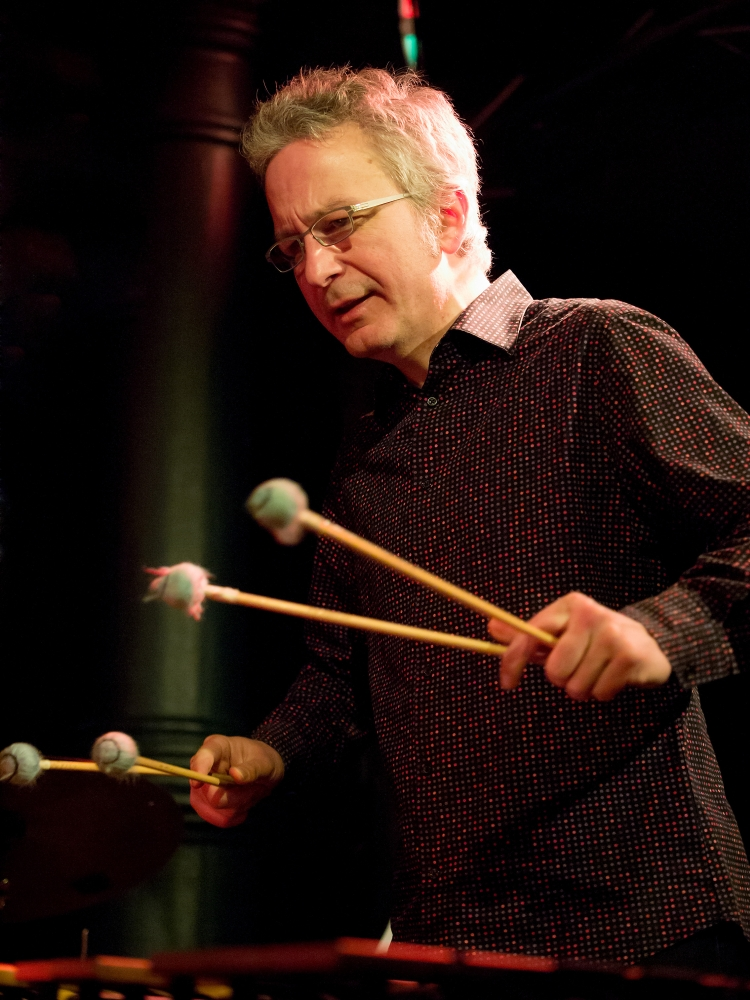
Christopher Dell (* 1965)

- Dell, Claudia (1909–1977), US-amerikanische Schauspielerin und Showgirl
- Dell, Donald (* 1938), US-amerikanischer Tennisspieler, Davis-Cup-Kapitän und Spielervermittler
- Dell, Dorothy (1915–1934), US-amerikanische Schauspielerin und Sängerin
- Dell, Edmund (1921–1999), britischer Politiker (Labour Party), Mitglied des House of Commons
- Dell, Floyd (1887–1969), US-amerikanischer Schriftsteller und Journalist
- Dell, Gaye (* 1948), australische Hürdenläuferin
- Dell, Gerhard, österreichischer Landesenergiebeauftragter
- Dell, Howard (* 1962), kanadischer Bobfahrer
- Dell, Jean (* 1961), französischer Schauspieler und Dramatiker
- Dell, Jeffrey (1899–1985), britischer Filmregisseur und Drehbuchautor
- Dell, Jimmy (* 1937), US-amerikanischer Country-, Rockabilly- und Gospel-Musiker
- Dell, John (* 1965), US-amerikanischer Comiczeichner
- Dell, John Henry (1830–1888), englischer Landschaftsmaler und Illustrator
- Dell, Jonas (* 1998), deutscher Handballspieler
- Dell, Josef (1859–1945), österreichischer Architekt, Bauforscher und Professor an der Deutschen Technischen Hochschule in Brünn
- Dell, Melissa, US-amerikanische Ökonomin
- Dell, Michael (* 1965), US-amerikanischer UnternehmerMichael Dell (* 1965)

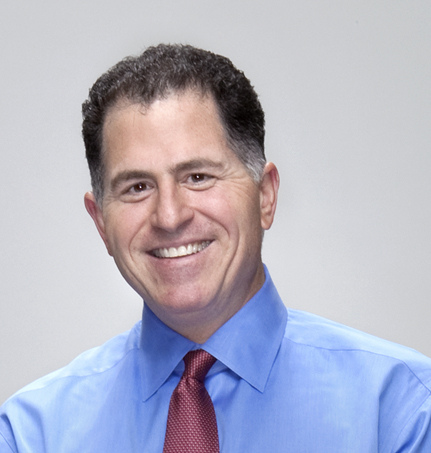
Michael Dell (* 1965)

- Dell, Miriam (1924–2022), neuseeländische Frauenrechtlerin
- Dell, Myrna (1924–2011), US-amerikanische Schauspielerin
- Dell, Natalie (* 1985), US-amerikanische Ruderin
- Dell, Paul (* 1947), US-amerikanischer Psychotherapeut
- Dell, Raphaela (* 1961), deutsche Theater- und Fernsehschauspielerin
- Dell, Tank (* 1999), US-amerikanischer American-Football-Spieler
- Dell, Walter (1899–1980), österreichischer Kunstmaler

### Della
- Della Balda, Emilio (* 1937), san-marinesischer Politiker
- Della Balda, Giuseppe, san-marinesischer Politiker
- Della Bella, Stefano (1610–1664), italienischer Zeichner und Kupferstecher
- Della Bona, Johann Jakob (1814–1885), österreichischer Geistlicher
- Della Casa, Giovanni (1503–1556), italienischer Kleriker und Dichter
- Della Casa, Philippe (* 1962), Schweizer Prähistoriker
- Della Cerva, Giovan Battista († 1580), Maler des Manierismus
- Della Chiesa, Gianpaolo (1521–1575), italienischer Geistlicher, Kardinal der katholischen Kirche
- Della Cioppa, Angelo (1841–1917), italienischer Geistlicher
- Della Corgna, Fulvio Giulio (1517–1583), italienischer Geistlicher
- Della Corte, Agustín (* 1997), uruguayischer Schauspieler und ModelAgustín Della Corte (* 1997)

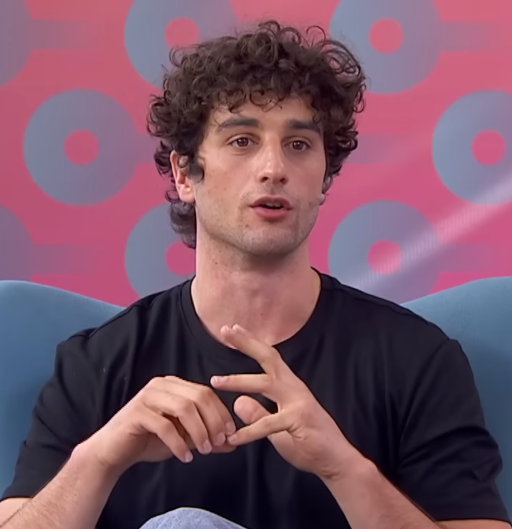
Agustín Della Corte (* 1997)

- Della Croce di Dojola, Anna (* 1943), italienische Diplomatin
- Della Croce, Bernardino (1502–1568), Schweizer Sekretär des Kardinals Alessandro Farnese, Bischof von Como
- Della Ferrera, Federico (1887–1965), italienischer Rad- und Motorradrennfahrer sowie Ingenieur und Unternehmensgründer
- Della Fonte, Bartolomeo (1446–1513), italienischer Humanist, Dichter und Übersetzer
- Della Lana, Jacopo, italienischer Autor
- Della Mea, Ivan (1940–2009), italienischer Cantautore und Autor
- Della Mea, Lara (* 1999), italienische Skirennläuferin
- Della Nave, Alejandro (* 1998), uruguayischer Fußballspieler
- Della Nave, Maurizio (* 1956), italienischer Grafikdesigner und Vertreter der Elektronischen Musik
- Della Negra, Michel (* 1942), französischer Physiker
- Della Negra, Rino (1923–1944), italienisch-französischer Widerstandskämpfer
- Della Noce, Luisa (1923–2008), italienische Schauspielerin
- Della Penna, Phil (1924–2024), US-amerikanischer Jazzmusiker (Piano, Arrangement)
- Della Porta Rodiani, Giuseppe (1773–1841), italienischer Kardinal der Römischen Kirche
- Della Porta, Donatella (* 1956), italienische Politikwissenschaftlerin
- Della Porta, Francesco († 1666), italienischer Organist und Komponist
- Della Porta, Giambattista (1535–1615), neapolitanischer Arzt, Universalgelehrter und Dramatiker
- Della Porta, Girolamo (1746–1812), italienischer Kardinal
- Della Porta, Modesto (1885–1938), italienischer Dichter und Schriftsteller
- Della Robbia, Girolamo (1488–1566), italienischer Bildhauer und Architekt
- Della Robbia, Luca († 1481), italienischer Bildhauer
- Della Robbia, Luca d’Andrea, italienischer Bildhauer und Dominikaner
- Della Rocco, David (* 1952), US-amerikanischer SchauspielerDavid Della Rocco (* 1952)

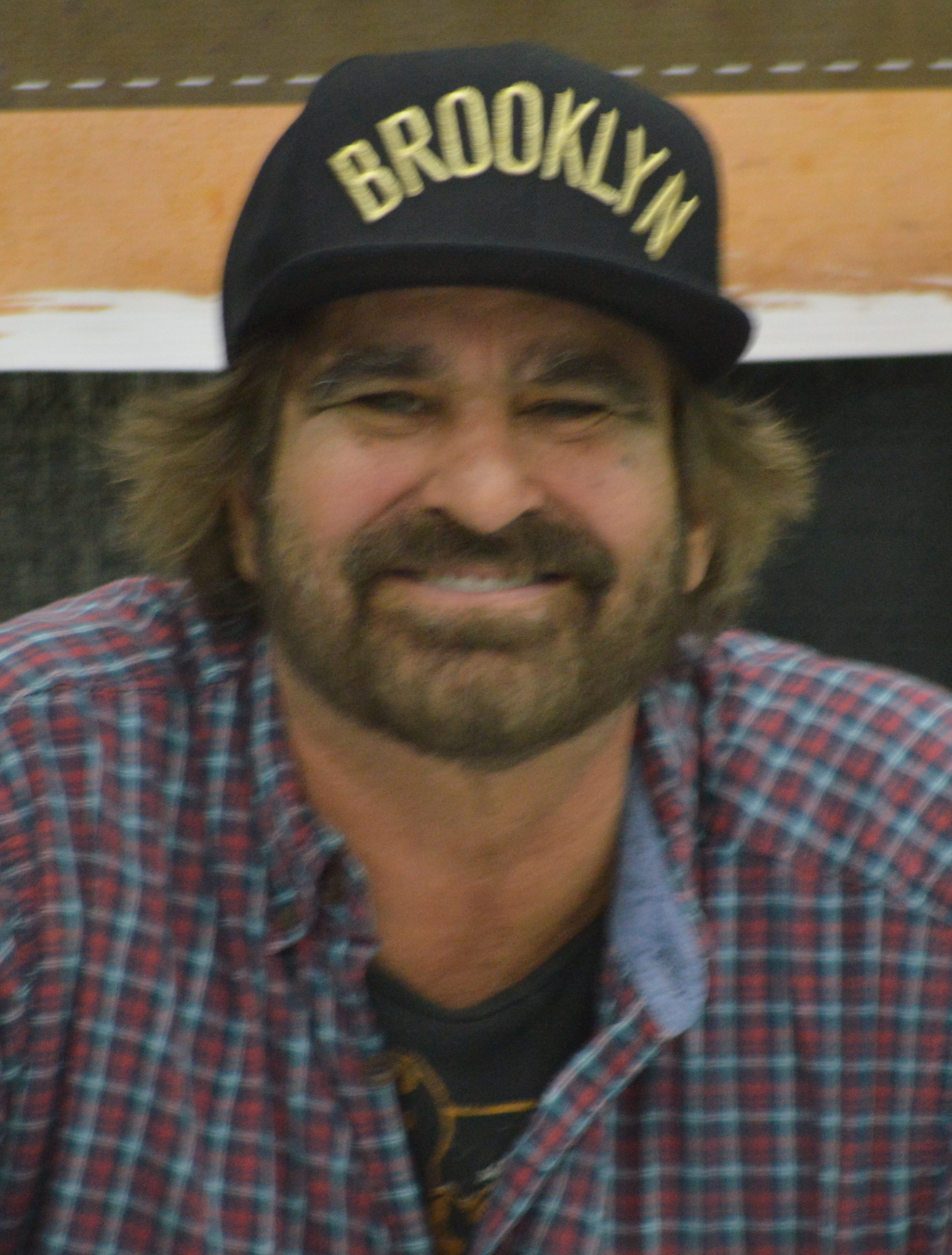
David Della Rocco (* 1952)

- Della Rossa, Antonio (* 1982), österreichischer Politiker (SPÖ)
- Della Rossa, Patric (* 1975), Schweizer Eishockeyspieler
- Della Rovere, Bartolomeo († 1494), italienischer Geistlicher und Bischof
- Della Rovere, Cristoforo (1434–1478), italienischer Kardinal der Römischen Kirche
- Della Rovere, Domenico (1442–1501), italienischer Kardinal der Römischen Kirche
- Della Rovere, Federico Ubaldo (1605–1623), Fürst von Urbino
- Della Rovere, Felice (1483–1536), italienische Renaissancefürstin und uneheliche Tochter von Papst Julius II.
- Della Rovere, Francesco Maria I. (1490–1538), Herzog von Urbino
- Della Rovere, Francesco Maria II. (1549–1631), Herzog von Urbino
- Della Rovere, Giovanni (1457–1501), Herr von Senigallia, Neffe Sixtus’ IV.
- Della Rovere, Giulio (1533–1578), italienischer Kardinal, Inhaber mehrerer Bistümer und Erzbistümer sowie Herzog von Sora
- Della Rovere, Guido (* 2007), italienischer Fußballspieler
- Della Rovere, Guidobaldo II. (1514–1574), Herzog von Urbino (1538–1574)
- Della Rovere, Lavinia (1558–1632), Principessa di Francavilla (1583–1593)
- Della Rovere, Stefan (* 1990), deutsch-kanadischer Eishockeyspieler
- Della Santa, Enzo (* 1928), italienischer Dokumentarfilmer
- Della Santa, Stefano (* 1967), italienischer Radrennfahrer
- Della Scala, Alberto I. († 1301), Herr von Verona
- Della Scala, Alberto II. (1306–1352), Herr von Verona
- Della Scala, Alboino († 1311), Herr von Verona
- Della Scala, Antonio († 1388), Herr von Verona
- Della Scala, Bartolomeo I. († 1304), Herr von Verona
- Della Scala, Bartolomeo II. (1361–1381), Herr von Verona
- Della Scala, Beatrice († 1384), Herrin von Reggio nell’Emilia und Ehefrau von Bernabò Visconti
- Della Scala, Cangrande I. (1291–1329), Herr von VeronaCangrande I. della Scala (1291–1329)

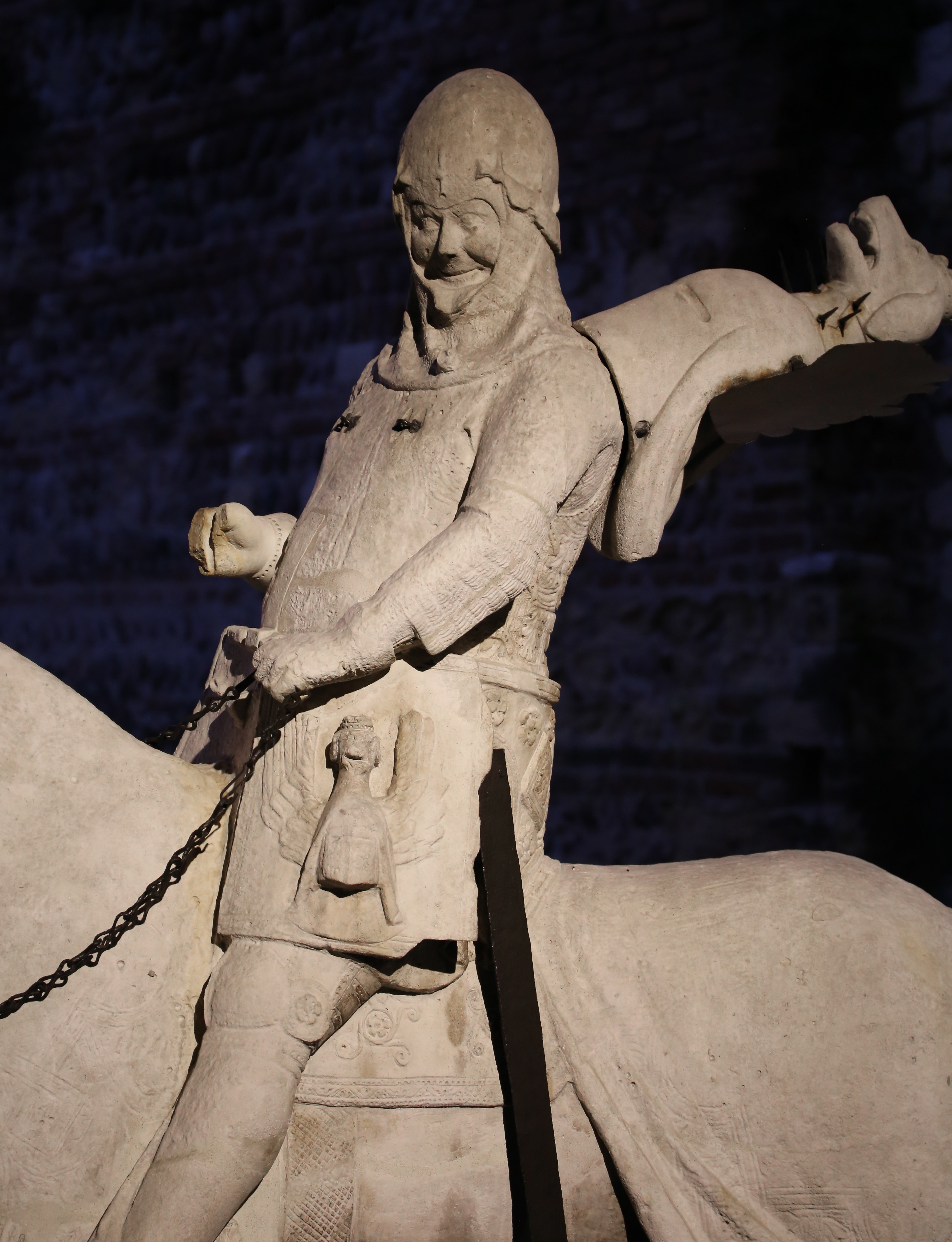
Cangrande I. della Scala (1291–1329)

- Della Scala, Cangrande II. († 1359), Herr von Verona
- Della Scala, Cansignorio (1340–1375), Herr von Verona
- Della Scala, Fregnano († 1354), italienischer Condottiere und Aufständischer
- Della Scala, Mastino I. († 1277), Herr von Verona
- Della Scala, Mastino II. (1308–1351), Herr von Verona
- Della Scala, Nikodemus († 1443), Fürstbischof von Freising (1422–1443)
- Della Scala, Paolo Alboino († 1375), Herr von Verona
- Della Seta, Alessandro (1879–1944), italienischer Archäologe, Direktor der Scuola Archeologica Italiana di Atene
- Della Somaglia, Giulio Maria (1744–1830), italienischer Geistlicher, Kardinalstaatssekretär
- Della Torre, Alberto (* 1945), italienischer Radrennfahrer
- Della Torre, Giovanni Pietro (1660–1711), italienischer königlicher Hofsteinmetzmeister des Barock
- Della Torre, José (1906–1979), argentinischer Fußballspieler
- Della Torre, Lelio della (1805–1871), italienischer jüdischer Gelehrter und hebräischer Lyriker
- Della Torre, Oberto (1617–1698), italienischer Politiker und der 138. Doge der Republik Genua
- Della Valle, Alessandro (* 1982), san-marinesischer Fußballspieler
- Della Valle, Alex (* 1990), san-marinesischer Fußballspieler
- Della Valle, Amedeo (* 1993), italienischer Basketballspieler
- Della Valle, Andrea (1463–1534), italienischer Kardinal der Römischen Kirche
- Della Valle, Federico († 1628), italienischer Dramatiker
- Della Valle, Margherita (* 1965), italienische Managerin
- della Valle, Nicoletta (* 1961), Schweizer Verwaltungsjuristin
- Della Valle, Pier Domenico (* 1970), san-marinesischer Fußballspieler
- Della Vedova, Benedetto (* 1962), italienischer Politiker und Wirtschaftswissenschaftler
- Della Volpe, Francesco Salesio (1844–1916), katholischer Theologe und Kardinal
- Della Volpe, Galvano (1895–1968), italienischer Philosoph und Marxist
- Della Volta, Gabriele (1468–1537), italienischer Generalprior der Augustinereremiten
- Della, Caspar (1583–1661), österreichischer Maler des Barock
- Della-Maria, Dominique (1769–1800), französischer Komponist
- Della-Vos, Wiktor Karlowitsch (1829–1890), russischer Physiker und Hochschullehrer
- Della-Vos-Kardowskaja, Olga Ludwigowna (1875–1952), russische bzw. sowjetische Malerin
- Dell’Abbate, Nicolò, italienischer Maler
- Dellacasa, Eugenio (1901–1985), italienischer Wasserballspieler
- Dellaccio, Jini (1917–2014), US-amerikanische Fotografin
- Dellacha, Pedro (1926–2010), argentinischer Fußballspieler und -trainer
- Dellacherie, Claude (* 1943), französischer Mathematiker
- Dell’Acqua, Alberto (* 1938), italienischer Schauspieler
- Dell’Acqua, Alessandro (* 1962), italienischer Modeschöpfer
- Dell’Acqua, Angelo (1903–1972), italienischer Geistlicher, Kardinal der römisch-katholischen Kirche
- Dellacqua, Casey (* 1985), australische Tennisspielerin
- Dell’Acqua, Cesare (1821–1905), italienischer Maler
- Dell’Acqua, Eva (1856–1930), belgische Sängerin (Koloratursopran) und Komponistin italienischer Herkunft
- Dell’Acqua, Giovanni Battista (1788–1868), italienischer Kunstmaler
- Dell’Acqua, Massimo (* 1979), italienischer Tennisspieler
- Dell’Acqua, Ottaviano (* 1955), italienischer Stuntman und Schauspieler
- Dellacroce, Aniello (1914–1985), italo-amerikanischer Verbrecher
- Dellagiovanna, Giancarlo (* 1961), italienischer römisch-katholischer Geistlicher, Erzbischof und Diplomat
- Dellagiovanna, Giorgio (1941–2013), italienischer Fußballspieler
- Dellai, Lorenzo (* 1959), italienischer Politiker, Bürgermeister von Trient, Landeshauptmann des Trentino, Mitglied der Camera dei deputati
- Dellal, Alice (* 1987), britisches Model
- Dellandrea, Ty (* 2000), kanadischer Eishockeyspieler
- Dell’Anna, Cristiana (* 1985), italienische Theater-, Fernseh- und FilmschauspielerinCristiana Dell’Anna (* 1985)

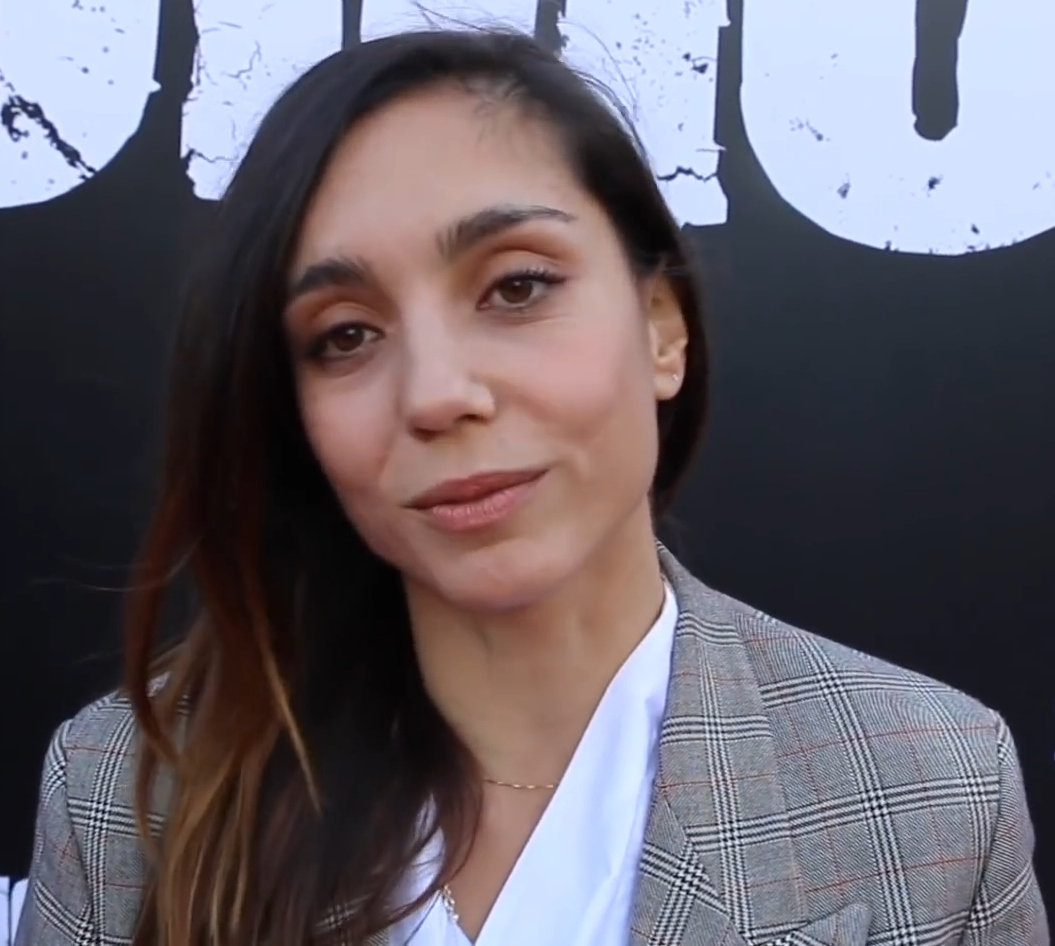
Cristiana Dell’Anna (* 1985)

- Dell’Antonio, Cirillo (1876–1971), italienisch-deutscher Holzbildhauer und Medailleur
- Dell’Antonio, Gianfausto (* 1933), italienischer mathematischer Physiker
- Dell’Antonio, Paolo (* 1963), deutscher Wirtschaftsmanager italienischer Abstammung
- Dell’Aqua, Andrea (1584–1656), Architekt, Festungsingenieur und Kanonier
- Dell’Aquila, Enzo (* 1935), italienischer Drehbuchautor und Filmregisseur
- Dell’Aquila, Vito (* 2000), italienischer Taekwondoin
- Dell’Arti, Consalvo (1914–2005), italienischer Schauspieler
- Dellas, Traianos (* 1976), griechischer Fußballspieler
- Dellasega, Diego (* 1990), italienischer Skispringer
- Dellasega, Roberto (* 1990), italienischer Skispringer
- Dellatori, Steve, US-amerikanischer Schauspieler
- Dellavedova, Matthew (* 1990), australischer Basketballspieler
- DellaVigna, Stefano (* 1973), italienischer Wirtschaftswissenschaftler
- Dellay, Vincent J. (1907–1999), US-amerikanischer Politiker

### Dellb
- Dellberg, Karl (1886–1978), Schweizer Politiker
- Dellberg, Lionel (* 1982), Schweizer Entertainer, Zauberkünstler und Kabarettist
- Dellbrügge, Hans (1902–1982), deutscher Jurist, Regierungspräsident und SS-Brigadeführer

### Delle
- Dellé (* 1970), deutscher Reggae-SängerDellé (* 1970)

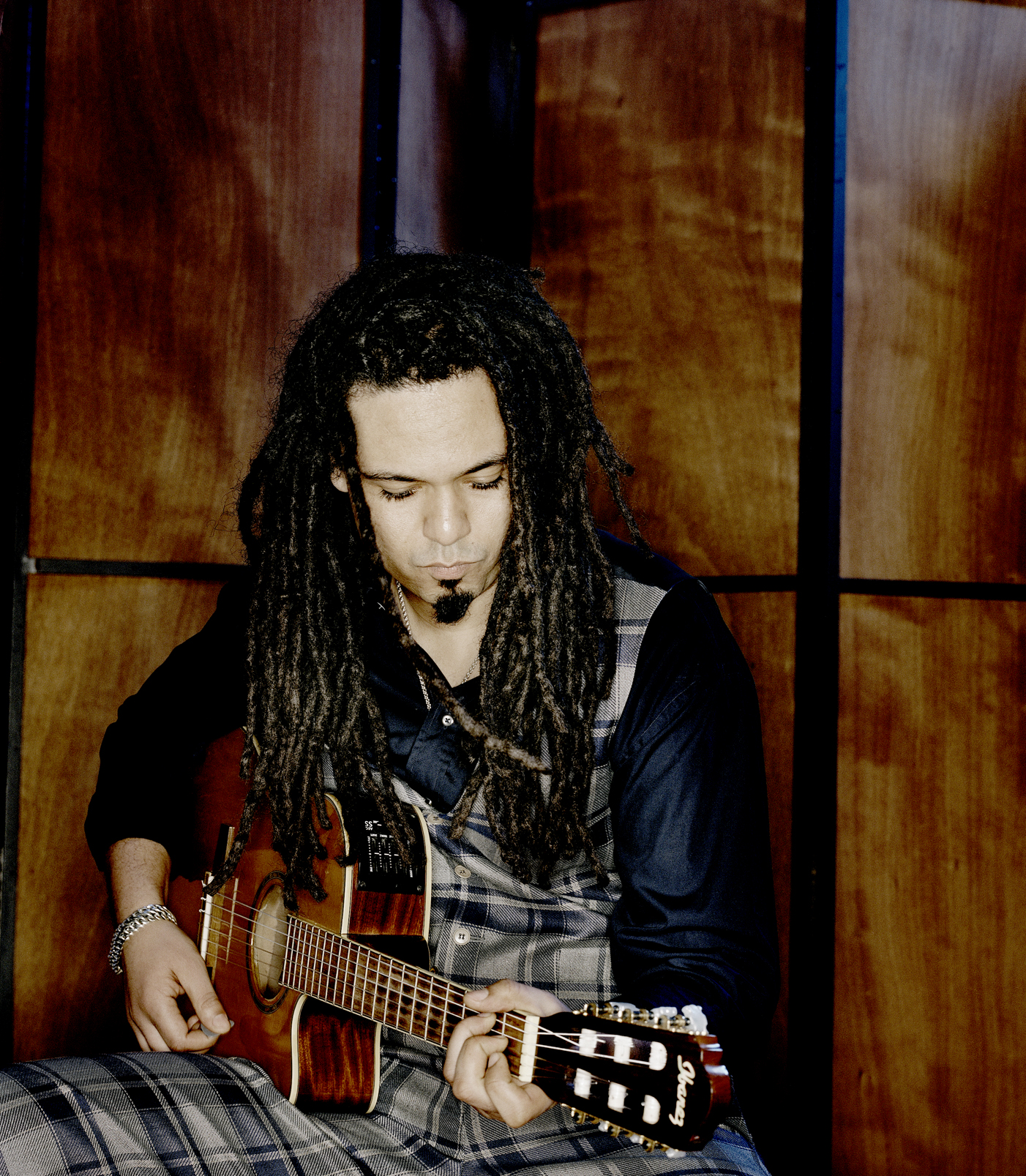
Dellé (* 1970)

- Delle Chiaie, Stefano (1936–2019), italienischer Rechtsextremist und Terrorist
- Delle Chiaje, Stefano (1794–1860), italienischer Arzt und Naturforscher
- Delle Colombe, Ludovico, italienischer Philosoph
- Delle Donne, Elena (* 1989), US-amerikanische Basketballspielerin
- Delle Donne, Vincenzo (* 1957), deutsch-italienischer Journalist, Autor, Dozent und Übersetzer
- Delle Fave, Umberto (1912–1986), italienischer Journalist, Politiker, Mitglied der Abgeordnetenkammer, Senator und Minister
- Delle Grazie, Marie Eugenie (1864–1931), österreichische Schriftstellerin
- Delle Karth, Nico (* 1984), österreichischer Segler
- Delle Karth, Walter jun. (* 1946), österreichischer Bobfahrer
- Delle Karth, Walter sen. (1911–2004), österreichischer nordischer Skisportler
- Delle Karth, Werner (* 1941), österreichischer Bobfahrer
- Delle Lanze, Carlo Vittorio Amedeo (1712–1784), italienischer Geistlicher, Kardinal der römisch-katholischen Kirche
- Delle Piane, Carlo (1936–2019), italienischer Schauspieler
- Delle Piane, Emilio (1938–2014), italienischer Jurist und Schauspieler
- Delle Site, Mino (1914–1996), italienischer Maler und Bildhauer
- Delle Vedove, Alessio (* 2004), italienischer Radrennfahrer
- Delle, Alexander (* 1974), deutscher Politiker (NPD), MdL
- Delle, Frank (* 1966), deutscher Jazzmusiker (Saxophone)
- Delle, Gustav (1880–1945), deutscher Politiker (SPD), 2. Bürgermeister
- Delle, Joris (* 1990), französischer Fußballtorhüter
- Delle, Moana (* 1989), deutsche Surferin
- Delle, Nicole (* 1977), deutsche Tischtennisspielerin
- Delle-Vigne Fabbri, Nelson (* 1949), argentinischer Pianist und Musikpädagoge
- Dell’Edera, Francesca (* 1996), italienische Tennisspielerin
- Dellefant, Lucia (* 1965), deutsche Künstlerin
- Dellemann, Otto (1906–1974), deutscher Architekt und Maler
- Dellemann, Otto von (* 1953), italienischer Politiker (Südtirol)
- Dellemann, Peter (1937–2018), deutscher Architekt
- Dellenback, John R. (1918–2002), US-amerikanischer Politiker
- Dellenbusch, Karl Eugen (1901–1959), deutscher Jurist, Vizeoberpräsident der Rheinprovinz, Jurist, Regierungspräsident und Vorsitzender des Sauerländischen Gebirgsvereins
- Deller, Alfred (1912–1979), englischer Sänger (Countertenor)
- Deller, Florian Johann († 1773), österreichischer Komponist und Violinist
- Deller, Jeremy (* 1966), britischer Künstler
- Deller, Johann Georg (1808–1879), Schweizer Bauunternehmer
- Deller, Karlheinz (1927–2003), deutscher Assyriologe
- Deller, Keith (* 1959), englischer Dartspieler
- Deller, Matthias (* 1965), deutscher Richter und Verwaltungsjurist
- Deller, Stephan (* 1991), deutscher Jazz- und Improvisationsmusiker (Kontrabass)
- Dell’Era, Antonietta (1861–1945), italienische Ballerina
- Dellera, Francesca (* 1965), italienische Filmschauspielerin
- Dellerba, Spiro (1923–1968), US-amerikanischer American-Football-Spieler
- Dellers, Saladin (* 1994), Schweizer Schauspieler
- Dellert, Louisa (* 1989), deutsche Autorin, Aktivistin, ModeratorinLouisa Dellert (* 1989)

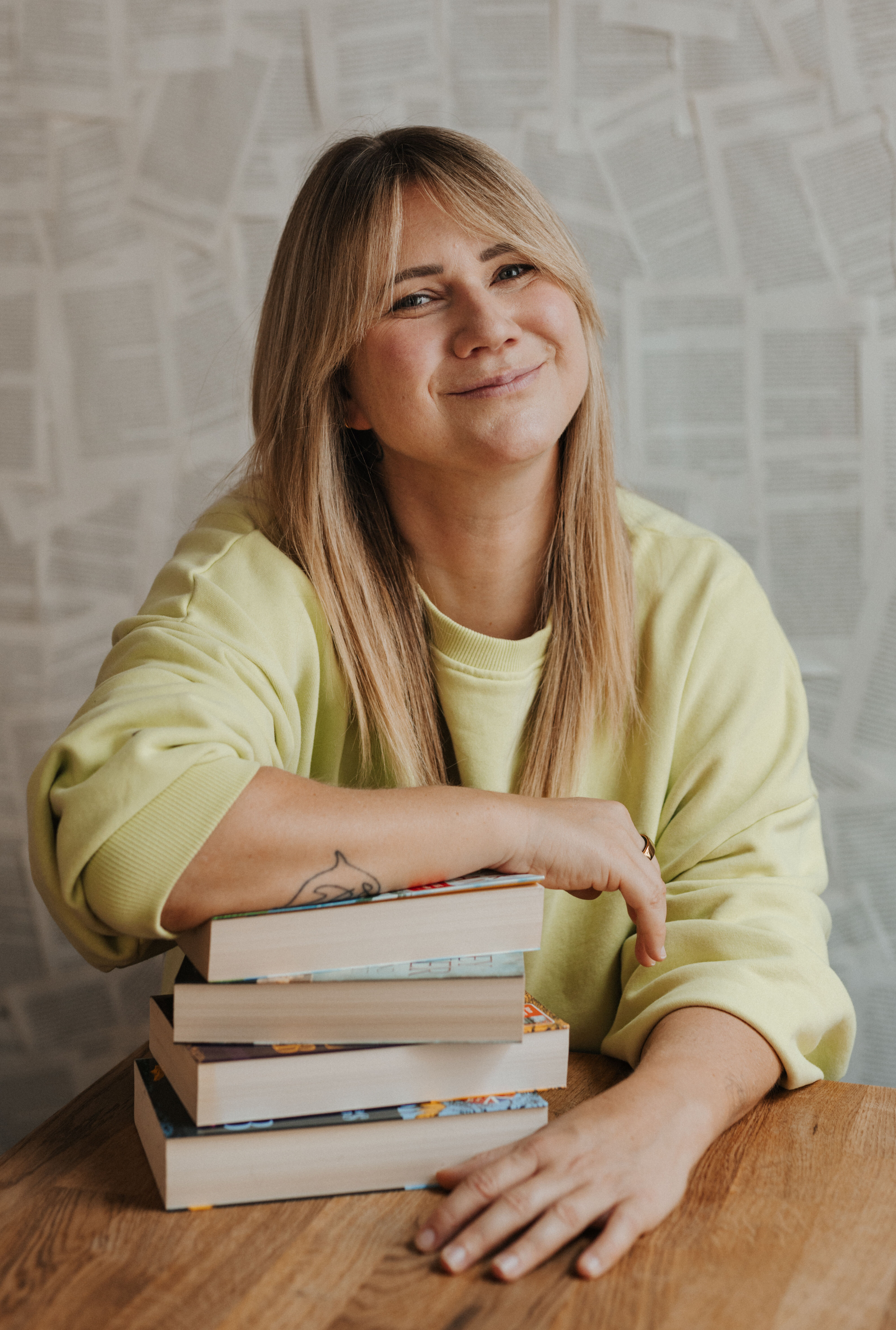
Louisa Dellert (* 1989)

- Dellès, Johannes Michael (1840–1918), deutscher Geistlicher und Politiker, MdR
- Delles, Lex (* 1984), luxemburgischer Politiker (DP), Mitglied der Chambre des Députés, Mittelstands- und Tourismusminister
- Dellet, James (1788–1848), US-amerikanischer Rechtsanwalt und Politiker (Whig Party)

### Dellg
- Dellgruen, Franziskus (1901–1984), deutscher Maler und Graphiker
- Dellgrün, Julia (* 1987), deutsche Journalistin und Schauspielerin

### Dellh
- Dellheim, Alfred (1924–2003), deutscher Werkdirektor der Berliner Werkzeugmaschinenfabrik (BFW) in der DDR und SED-Funktionär

### Delli
- Delli Colli, Franco (1929–2004), italienischer Kameramann
- Delli Colli, Tonino (1923–2005), italienischer Kameramann
- Delli, Karima (* 1979), französische Politikerin (EELV), MdEP
- Dellien, Hugo (* 1993), bolivianischer Tennisspieler
- Dellien, Murkel (* 1997), bolivianischer Tennisspieler
- Dellieux, Antoine († 1481), französischer Kartäuser
- Delligatti, Jim (1918–2016), US-amerikanischer Unternehmer
- Delling, Albrecht (1922–2012), deutscher Theaterintendant und Schauspieler
- Delling, Gerhard (1905–1986), deutscher Theologe und Hochschullehrer
- Delling, Gerhard (* 1959), deutscher SportjournalistGerhard Delling (* 1959)

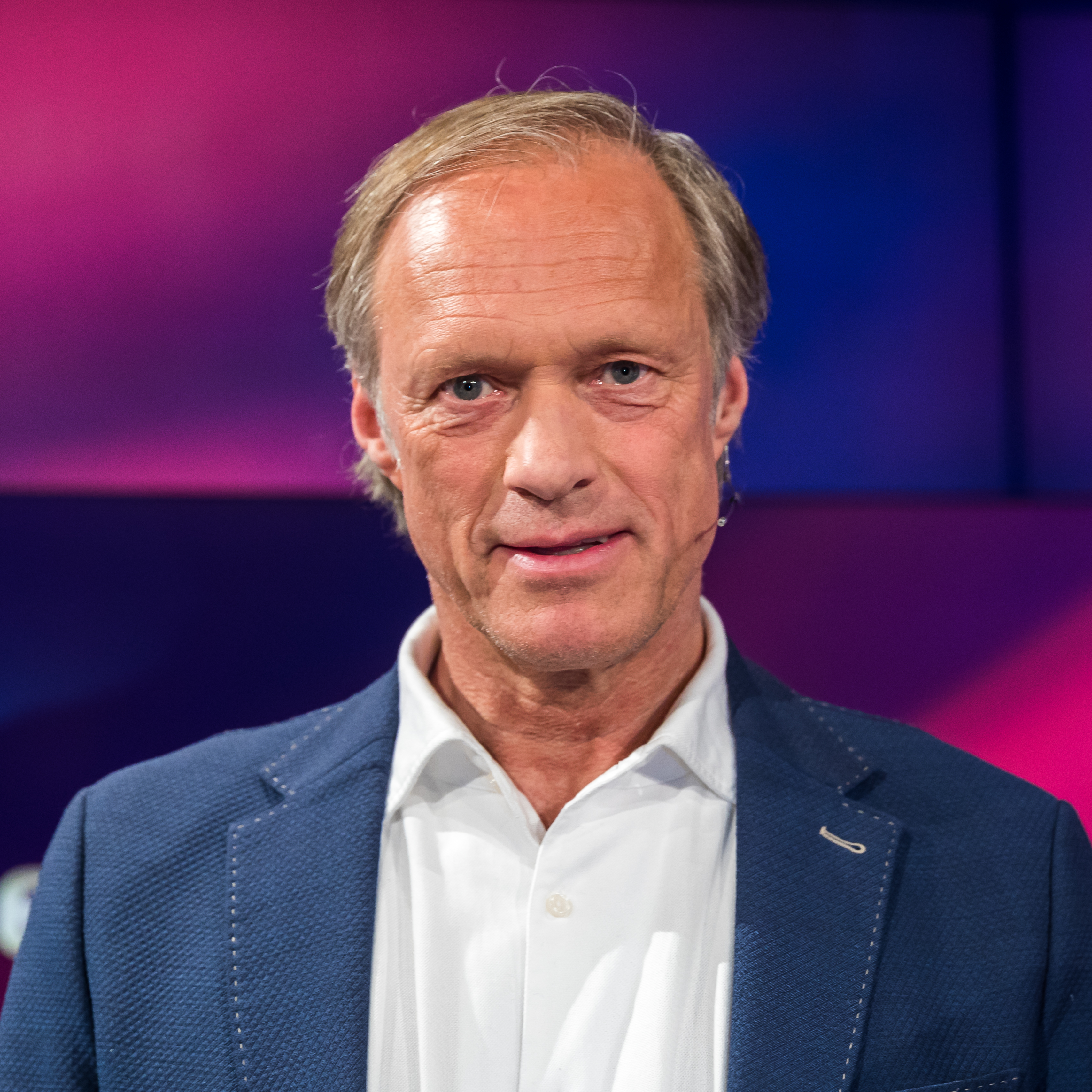
Gerhard Delling (* 1959)

- Delling, Günter (1941–2016), deutscher Pathologe
- Delling, Isabelle, deutsche Journalistin und Nachrichtensprecherin
- Delling, Otto (1884–1968), deutscher Maler
- Dellinger, Bill (1934–2025), US-amerikanischer Langstreckenläufer
- Dellinger, John Howard (1886–1962), US-amerikanischer Ingenieur
- Dellinger, Joseph A. (* 1961), US-amerikanischer Geophysiker und Amateurastronom
- Dellinger, Rudolf (1857–1910), Komponist und Kapellmeister
- Dellinger, Walter E. (1941–2022), US-amerikanischer Jurist, Hochschullehrer und United States Solicitor General
- Dellingshausen, Eduard von (1863–1939), deutsch-baltischer Politiker; Ritterschaftshauptmann der Estländischen Ritterschaft (1902–1918) und Mitglied des russ. Reichsrates (1907–1912)
- Dellingshausen, Ewert von (1909–1996), deutschbaltischer Jurist und Ministerialdirigent
- Dellingshausen, Friedrich Adolph von (* 1938), deutscher Offizier, Ordensritter des Johanniterordens
- Dellingshausen, Mathilde von (1854–1920), deutsch-baltische Adlige, Gründerin des Rettungsverein vom guten Hirten
- Dellingshausen, Nikolai von (1827–1896), deutsch-baltischer Naturforscher
- Dellino, Vito (* 1983), italienischer Gewichtheber
- Delliponti, Senta-Sofia (* 1990), deutsche Sängerin, Musicaldarstellerin und SchauspielerinSenta-Sofia Delliponti (* 1990)

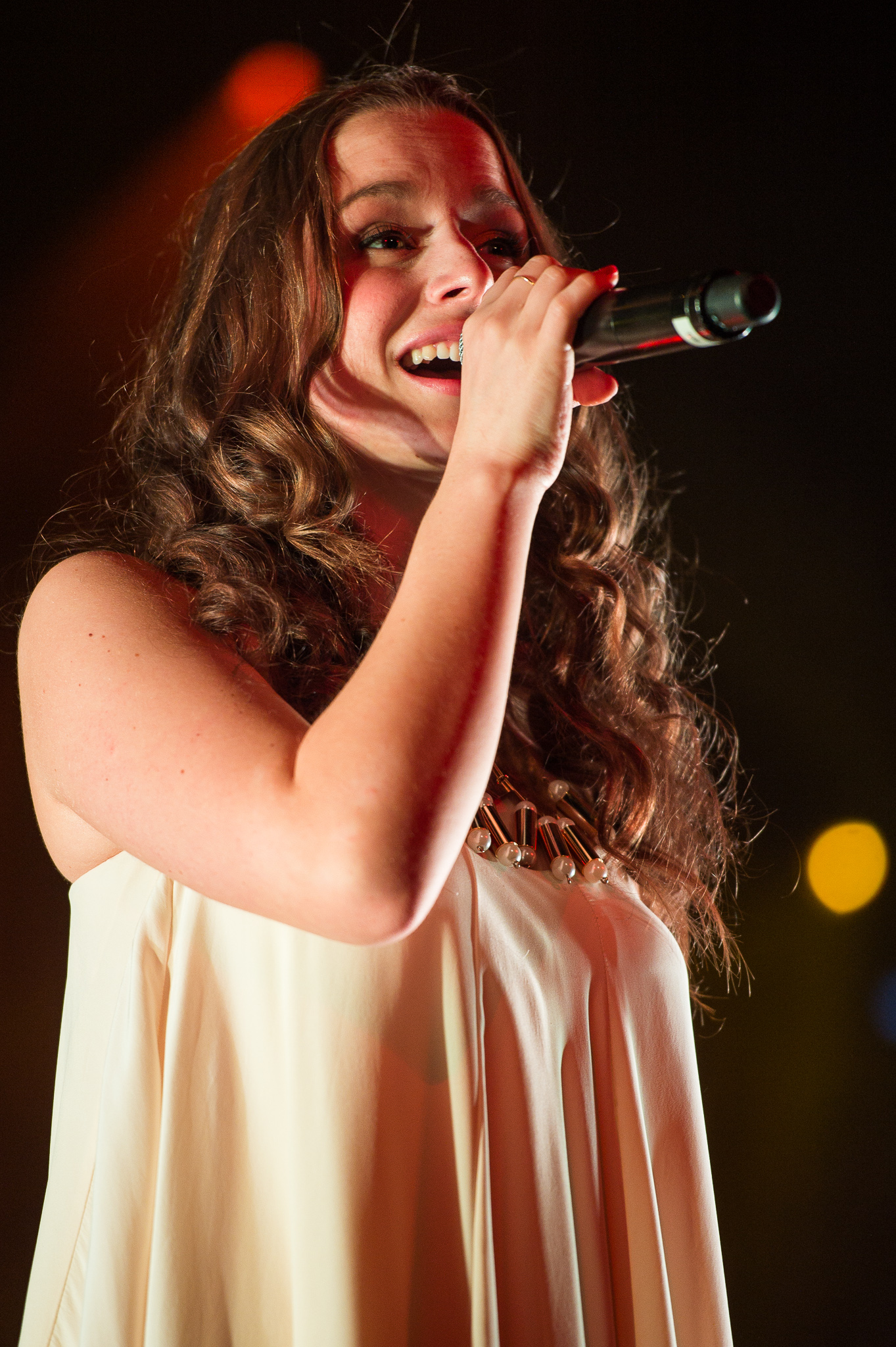
Senta-Sofia Delliponti (* 1990)

- Dellius, Quintus, römischer Politiker und lange Zeit Vertrauter des Marcus Antonius

### Dellm
- Dellmann, Reinhold (* 1958), deutscher Politiker (SPD), MdL
- Dellmans, Christoph (* 1967), deutscher Politiker (parteilos)
- Dell’mour, Humbert (1881–1948), österreichischer Dichter und Sprachwissenschaftler
- Dellmuth, Rainer (* 1948), deutscher Buchautor, Schauspieler und Referent für politische Bildung

### Delln
- Dellnitz, Robert (* 1969), deutscher Volleyball-Nationalspieler

### Dello
- Dello Joio, Norman (1913–2008), US-amerikanischer Komponist und Organist
- Dello Russo, Anna (* 1962), italienische Modejournalistin, Redakteurin und Autorin
- Dello Sbarba, Riccardo (* 1954), italienischer Journalist und Landtagsabgeordneter der Südtiroler Grünen
- Dell’Olio, Donato Maria (1847–1902), italienischer Kardinal der Römischen Kirche
- Dell’Omo, Mariano (* 1956), italienischer Benediktiner und Archivar von Montecassino
- Dellon, Charles, französischer Arzt und Indienreisender
- Dell’Orefice, Carmen (* 1931), US-amerikanisches Fotomodell und SchauspielerinCarmen Dell’Orefice (* 1931)

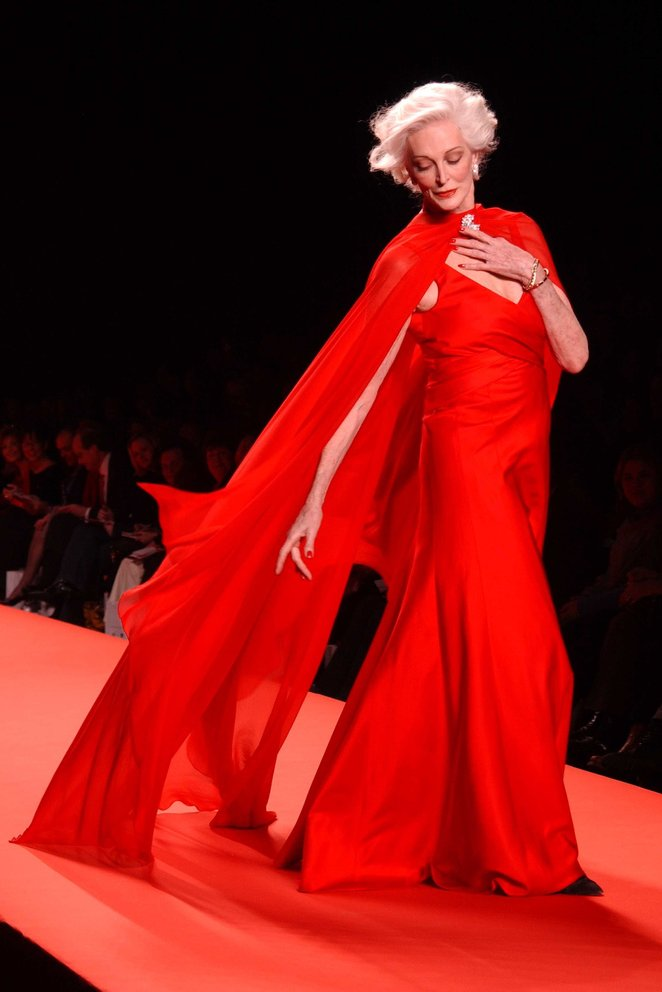
Carmen Dell’Orefice (* 1931)

- Dell’Orefice, Giuseppe (1848–1889), italienischer Komponist
- Dell’Oro, Adelio (* 1948), italienischer Geistlicher, römisch-katholischer Bischof von Karaganda
- Dell’Oro, Italo (* 1953), italienischer römisch-katholischer Ordensgeistlicher, Weihbischof in Galveston-Houston
- Dell’Oro-Friedl, Jirka (* 1965), deutscher Hochschullehrer für Gamedesign, Spielentwicklung, Interaktionsdesign und Programmierung
- Dell’Orso, Edda (* 1935), italienische Sopranistin
- Dell’Oste, Pierre (* 1947), französischer Fußballspieler
- Dellow, David (* 1979), australischer Triathlet
- Dellow, Ron (1914–2013), englischer Fußballspieler und -trainer

### Dells
- Dellschau, Gustav Eduard (1798–1863), deutscher Unternehmer
- Dellsperger, Roland (1947–2013), Schweizer Eishockeyspieler
- Dellsperger, Rudolf (* 1943), Schweizer evangelisch-reformierter Theologe und Kirchengeschichtler
- Dellsperger, Urs (* 1963), Schweizer Triathlet
- Dellsperger, Yvonne (* 1974), Schweizer Germanistin

### Dellu
- Delluc, Louis (1890–1924), französischer Filmregisseur, Drehbuchautor, Schriftsteller, Filmkritiker und Filmtheoretiker
- Dellums, Ron (1935–2018), US-amerikanischer Politiker
- Dell’Uomo, Francesco (* 1987), italienischer Wasserspringer
- Dell’Utri, Marcello (* 1941), italienischer Politiker, Mitglied der Camera dei deputati, MdEP

### Dellw
- Dellweg, Hanswerner (1922–2017), deutscher Brauwissenschaftler
- Dellwing, Hans-Peter (* 1950), deutscher Fußballschiedsrichter
- Dellwing, Herbert (1940–2010), deutscher Kunsthistoriker und Denkmalpfleger
- Dellwing, Hubert (1918–1980), deutscher Politiker (SPD), MdL
- Dellwing, Michael (* 1977), deutscher Soziologe
- Dellwo, Hans-Joachim (* 1951), deutscher Terrorist der Rote Armee Fraktion
- Dellwo, Karl-Heinz (* 1952), deutscher Terrorist der Rote Armee FraktionKarl-Heinz Dellwo (* 1952)

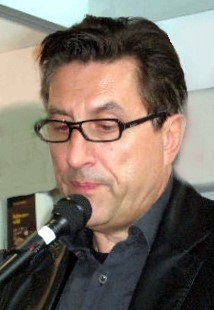
Karl-Heinz Dellwo (* 1952)

### Delly
- Delly, Emmanuel III. (1927–2014), irakischer Kardinal und Patriarch von Babylon der chaldäisch-katholischen Kirche
- Delly, Rózsi (1912–2000), ungarische Opernsängerin (dramatischer Sopran)